# Ballistic Research Laboratory

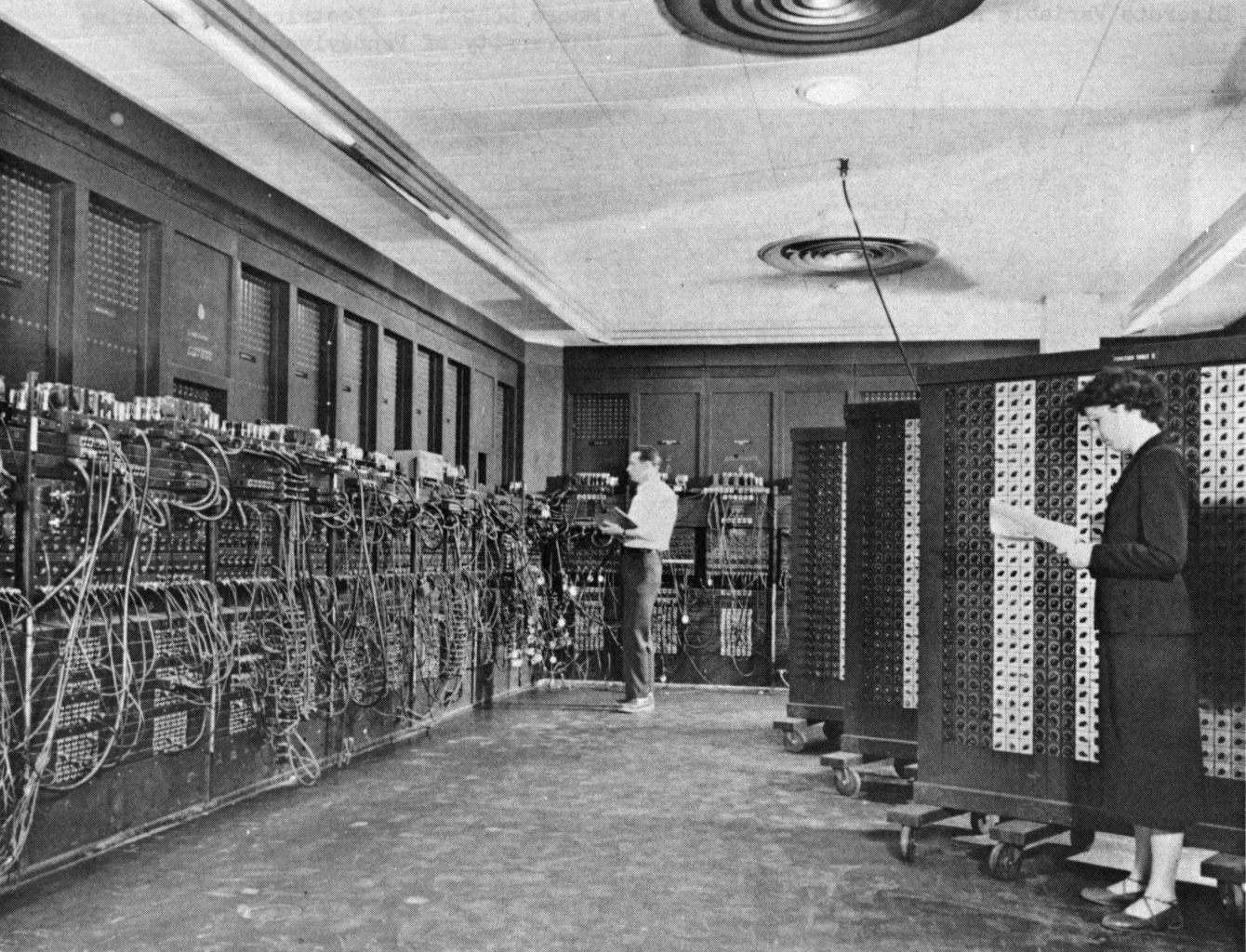
O computador ENIAC na Filadélfia, Pensilvânia, no prédio 328 do BRL (1940s/1950s).

O Ballistic Research Laboratory (BRL), localizado no Aberdeen Proving Ground, Maryland foi um centro de pesquisa do Exército dos Estados Unidos na área de balística em 1992, suas atividades foram assumidas pelo Army Research Laboratory e ele foi desativado. O Ballistic Research Laboratory teve um papel importante financiando o desenvolvimento dos primeiros computadores modernos.